# 磯部尚

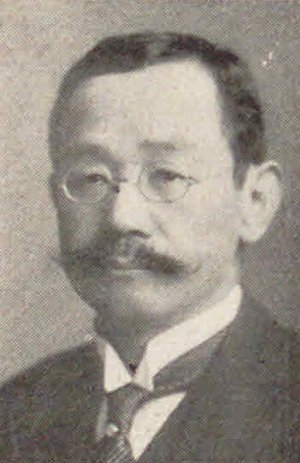
磯部尚

磯部 尚（いそべ ひさし、1875年（明治8年）11月23日 - 1935年（昭和10年）11月1日）は、日本の衆議院議員（立憲政友会）、弁護士。磯部四郎の娘婿。

## 経歴
福井県福井市で士族の日比登の二男として生まれる。1887年、私立長岡学校（現在の新潟県立長岡高等学校）卒。京都帝国大学教授で工学博士の日比忠彦は実兄。第一高等学校を経て、1898年に東京帝国大学法科大学を卒業。卒業後、直ちに弁護士を開業した。弁護士・貴族院議員の磯部四郎の長女艶子と結婚し、姓を改めた。
本所区会議員、東京市会議員を経て、1917年の第13回衆議院議員総選挙に出馬し、当選。以後、4回の当選を重ねた。その間、田中義一内閣で司法参与官を務めた。1934年3月11日に議員在職のまま死去した。

## 家族
- 父・日比登 - 福井藩士
- 兄・日比忠彦（1873－1921） - 建築学者。1897年に帝国大学工科大学土木工学科卒業後京都帝大理工科大学助教授となり、1902年ドイツ、フランスへ留学、1906年京都帝大教授となり、翌年同大総長の推薦により工学博士号取得、鉄筋コンクリート研究の権威といわれたが、1921年欧米視察後49歳で没[4][5][6]　妻・古志生は地方の裁判所で判事を務めた伴忠一の娘で、その兄・伴宜は、忠彦と同時期の1898年に帝大土木科を出た土木局内務技師[7][8][9]。
- 妻・艶子 - 磯部四郎の長女
- 子・坂東市太郎二代目(1898-1974) - 歌舞伎役者。本所で生まれ、中芝居と旅回りを経て、戦後に十七代目中村勘三郎の一門に属し、脇役として活躍した[10]。